# Tour du Danemark 2010

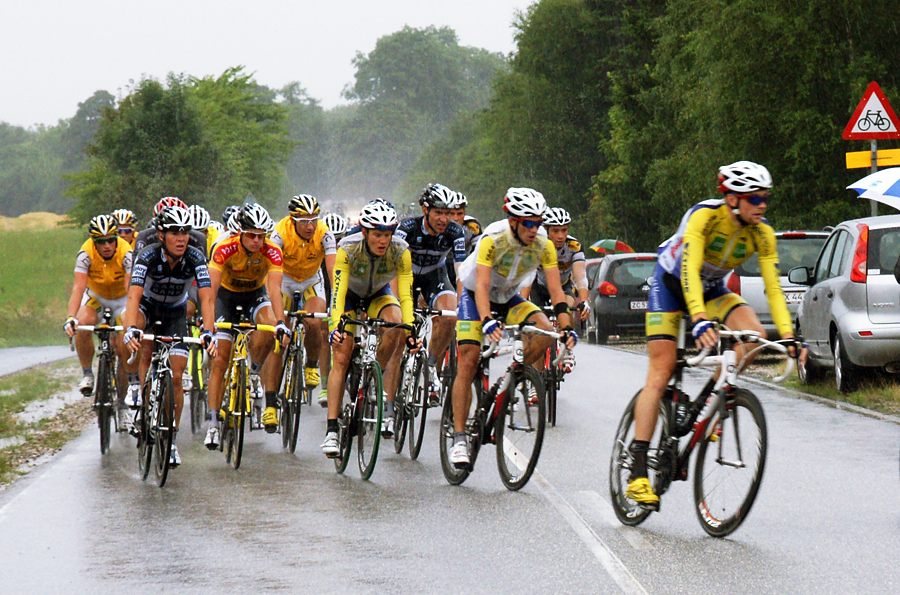
Tour du Danemark 2010 - 6e étape

La 20e édition du Tour du Danemark se déroule du 4 août au 8 août 2010. Elle est inscrite au calendrier de l'UCI Europe Tour 2010 et se déroule sur six étapes.

## Étapes
| Étape     | Date   | Villes étapes         | km         | Vainqueur d’étape   | Leader du classement général |
| --------- | ------ | --------------------- | ---------- | ------------------- | ---------------------------- |
| 1re étape | 4 août | Holstebro – Holstebro | 175        | Matthew Goss        | Matthew Goss                 |
| 2e étape  | 5 août | Vildbjerg – Randers   | 170        | Michael Van Staeyen | Michael Van Staeyen          |
| 3e étape  | 6 août | Hadsten – Vejle       | 185        | Matti Breschel      | Matti Breschel               |
| 4e étape  | 7 août | Nyborg – Odense       | 100        | Mark Renshaw        | Matti Breschel               |
| 5e étape  | 7 août | Middelfart            | 19,4 (clm) | Svein Tuft          | Jakob Fuglsang               |
| 6e étape  | 8 août | Høng – Rudersdal      | 185        | Hayden Roulston     | Jakob Fuglsang               |

### Classement général final
|    | Cycliste          | Temps               |
| -- | ----------------- | ------------------- |
| 1  | Jakob Fuglsang    | en 19 h 03 min 38 s |
| 2  | Svein Tuft        | à 27 s              |
| 3  | Matthew Busche    | à 1 min 35 s        |
| 4  | Martin Mortensen  | à 1 min 38 s        |
| 5  | Matti Breschel    | à 1 min 39 s        |
| 6  | Rasmus Guldhammer | à 1 min 45 s        |
| 7  | Sergey Firsanov   | à 1 min 45 s        |
| 8  | Lars Ytting Bak   | à 1 min 48 s        |
| 9  | Maxim Belkov      | à 1 min 51 s        |
| 10 | Joost van Leijen  | à 1 min 59 s        |